# موسیقی کلاسیک قرن بیستم
موسیقی کلاسیک قرن بیستم (انگلیسی: 20th-century classical music)، آثاری از موسیقی هنری را توصیف می‌کند که از سال ۱۹۰۱ تا ۲۰۰۰ میلادی به این نام نوشته شده‌است. این قرن بدون سبکِ غالب بود و آهنگسازان آثار بسیار متنوعی از موسیقی را خلق می‌کردند.
مدرنیسم، امپرسیونیسم و پست‌رمانتیسم را همگی می‌توان در دهه‌های قبل از چرخش قرن دنبال کرد، اما می‌توان آنها را هم در این قرن گنجاند زیرا آنها فراتر از مرزها و سبک‌های موسیقی قرن نوزدهم که بخشی از دوران قواعد مشترک بودند، تکامل یافتند. نئوکلاسیک و اکسپرسیونیسم عمدتاً پس از سال ۱۹۰۰ رخ داد. مینیمالیسم بسیار دیرتر از قرن آغاز شد و می‌تواند به عنوان یک تغییر از دوران مدرن به پست‌مدرن تلقی شود، هرچند که دوران پسا‌مدرنیسم، از همان اوایل (۱۹۳۰م) به بعد است. آتونالیته، سریالیسم، موسیقی کانکریت و موسیقی الکترونیک همه در طول این قرن توسعه یافته‌اند. موسیقی جاز و موسیقی فولکلور در این زمان تأثیر مهمی بر بسیاری از آهنگسازان داشتند.

## تاریخچه
در اواخر چرخشِ قرن، موسیقی از لحاظ شخصیتی دورهٔ پایانی در سبک رمانتیک بود. آهنگسازانی چون گوستاو مالر، ریچارد اشتراوس و ژان سیبلیوس، جسورانه مشغول نوشتن سمفونی‌های «پسا‌رمانتیک» بودند. در همین زمان، جنبش امپرسیونیستی، به سرپرستی کلود دبوسی، در فرانسه توسعه یافت. موسیقی موریس راول نیز اغلب به‌عنوان امپرسیونیست خوانده می‌شود. این جنبش موسیقی را در سبکهای مختلفی که همیشه به آن مربوط نمی‌شوند، کاوش می‌کند.

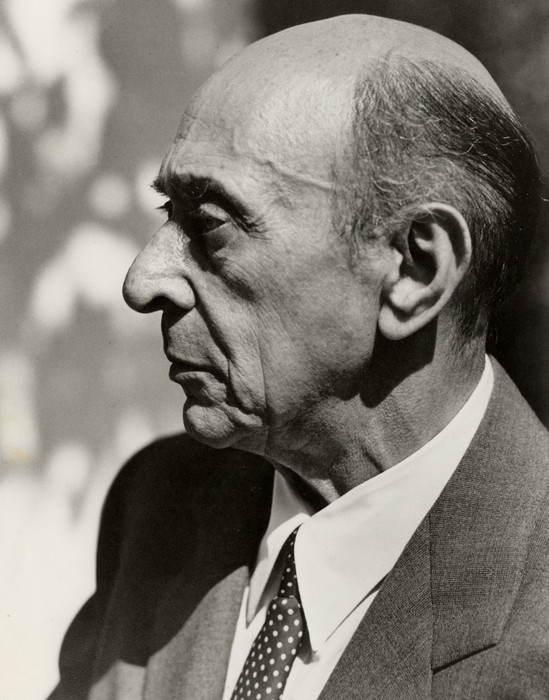
آرنولد شوئنبرگ

بسیاری از آهنگسازان به سبک‌های پسا‌‌رمانتیک و امپرسیونیسم واکنش نشان دادند و از جهاتِ کاملاً متفاوت حرکت کردند. مهمترین لحظه در تعریف دورهٔ موسیقی در طول قرن، شکاف گسترده با تسامحِ سنتی بود که در دهۀ اول قرن توسط آهنگسازان مختلف به روش‌های مختلفی انجام شد. از این میان، یک «کثرت زبانی» بی‌سابقه‌ای از سبک‌ها، فنون و اصطلاحات بیان شده‌است آرنولد شونبرگ با گسترش آتونالیته، اکسپرسیونیسم را که در اوایل قرن بیستم به‌وجود آمده بود، توسعه داد. او بعداً تکنیک دوازده تنی را ایجاد کرد که توسط شاگردانش آلبان برگ و آنتون وبرن توسعه داده شد و آهنگسازان بعدی (از جمله پیر بولز) آن را ادامه و گسترش دادند. استراوینسکی (در آخرین آثار خود)، مانند بسیاری از آهنگسازان دیگر تکنیک «دوازده تنی» را نیز مورد بررسی قرار دادند، حتی اسکات بردلی از این تکنیک در اثر خود برای کارتون‌های تام و جری استفاده کرد.

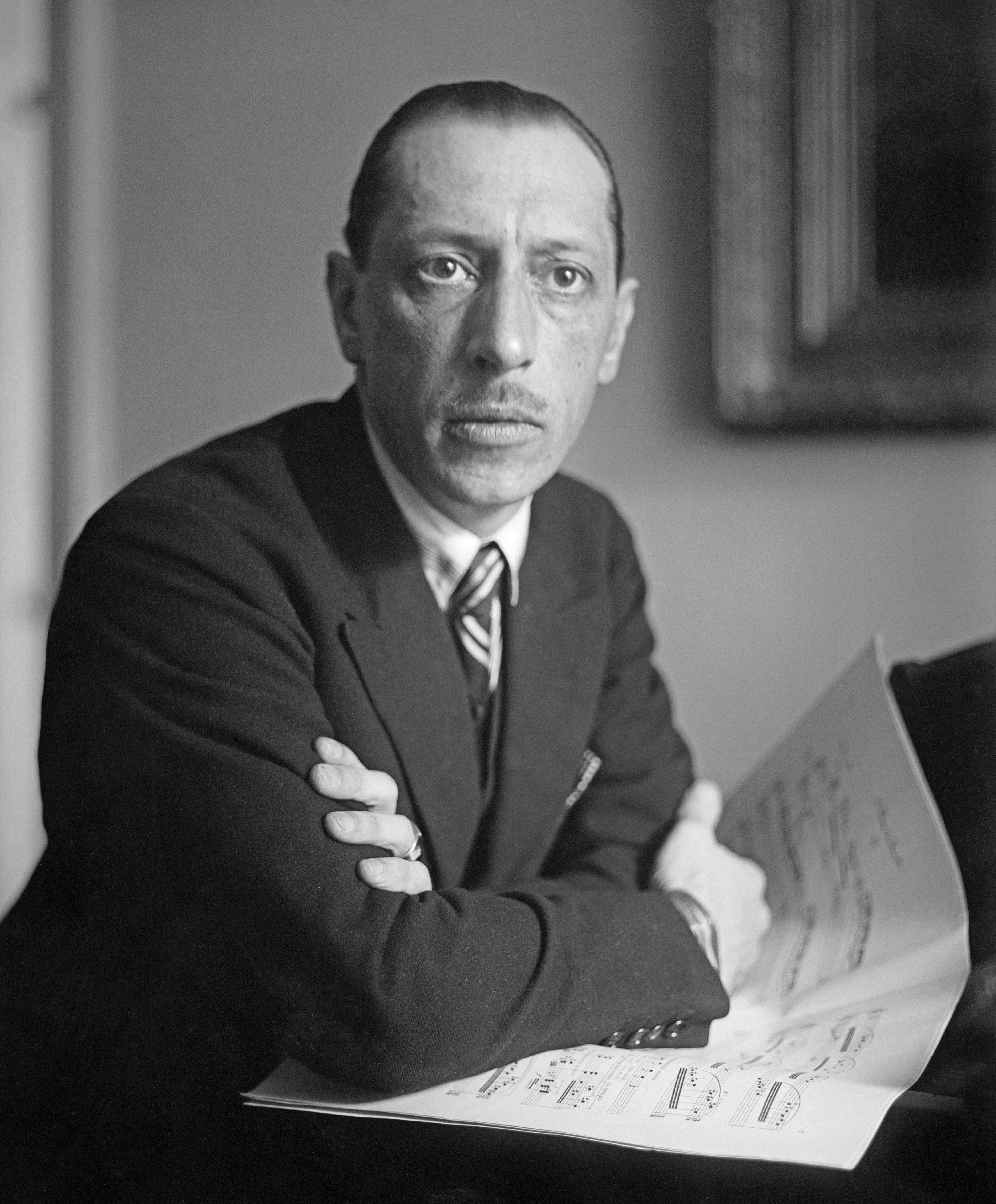
ایگور استراوینسکی

پس از جنگ جهانی اول، بسیاری از آهنگسازان برای الهام بخشیدن، به گذشته بازگشتند و آثاری نوشتند که از عناصرِ فرم، هارمونی، ملودی و ساختار استفاده می‌کردند. این نوع موسیقی با برچسب نئوکلاسیسم شناخته شد. ایگور استراوینسکی، سرگئی پروکوفیف، موریس راول و پل هیندمیت آثاری نئوکلاسیک خلق کردند.
آهنگسازان ایتالیایی مانند فرانچسکو بالیلا پراتلا و لوئیجی روسولو موسیقی فوتوریسم را توسعه دادند. این سبک اغلب سعی می‌کرد صداهای روزمره را از نو بسازد و آنها را در یک زمینه «فوتوریستی» قرار دهد. همچنین با «موسیقی ماشین» کسانی چون جورج آنتایل (با شروع سوناتای دوم خود، «هواپیما») و «الکساندر موسولف» (با مشهورترین ریخته‌گری آهنین او) از این سبک بهره بردند. روند گسترش واژگان موسیقی با کاوش در تمام کوک‌های موجود با استفاده از ریزپرده‌ها در آثاری از چارلز آیوز، جولیان کاریلو، آلویس هابا، جان فولدز، ایوان ویشناگرسکی، هری پرچ، میلدرد کوپر و بسیاری دیگر، مشهود است. ریزپرده‌ها فواصلی هستند که از یک نیم‌پرده کوچکتر هستند. صدای انسان‌ها و زهی‌ها می‌توانند با گذر از نتهای معمولی به راحتی آنها را تولید کنند، اما برای سازهای دیگر سخت‌تر خواهند بود، به‌ویژه پیانو و ارگ به غیر از بازسازی کوک یا بازسازی اصلیِ ساز، راهی دیگری برای تولید صدای ریزپرده‌ها ندارند.
در دهه ۱۹۴۰ و ۱۹۵۰ میلادی، آهنگسازانی مانند پیر شفر، شروع به اکتشاف کاربردِ فناوری از موسیقی، در موسیقی کانکریت کردند. اصطلاح موسیقی الکتروآکوستیک بعداً ایجاد شد تا شامل کلیۀ اَشکالِ موسیقی شامل نوار مغناطیسی، رایانه‌ها، سینث‌سایزر، چندرسانه‌ای و سایر وسایل الکترونیکی و تکنیک‌ها باشد. «موسیقی الکترونیکی زنده» نیزصدایی از صداهای الکترونیکی است که به صورت زنده استفاده می‌شود (برخلاف صداهای از پیش پردازش شده که بیشتر در حین اجرای نمایش پخش می‌شوند). «موسیقی تخیلی» (یا طیف‌گرایی) توسعهٔ دیگری از موسیقی الکتروآکوستیک است که از تجزیه و تحلیل طیف‌های صدا برای ایجاد موسیقی استفاده می‌کند. جان کیج، میلتون بابیت، لوئیجی نونو، ادگار وارز و دیگران، همگی آثاری برای موسیقی الکترونیک خلق کرده‌اند.
از اوایل دهه ۱۹۵۰ میلادی به بعد، کیج عناصر شانس را در موسیقی خود وارد کرد. «موسیقی فرایند»، یک فرایند خاص را مورد بررسی قرار می‌دهد. موسیقی تجربی توسط «کیج» برای توصیف آثاری که نتایج غیرقابل پیش‌بینی دارند، به‌وجود آمده‌است، یا طبقِ این تعریف است که «یک عمل تجربی، نتیجه‌ای است که پیش‌بینی نشده‌است». این اصطلاح همچنین برای توصیف موسیقی در ژانرهای خاصی استفاده می‌شود که رویکردی ترکیبی از سبک‌های متفاوت است یا ترکیبات غیرمستقیم، جدید و کاملاً منحصر به فرد را در خود جای داده می‌دهد.
روندهای مهم فرهنگی غالباً موسیقی این دوره را تداعی می‌کنند، رمانتیک، مدرنیستی، نئوکلاسیک، پست‌مدرنیستی یا موارد دیگراز این دسته است. ایگور استراوینسکی (آثاری همچون پرستش بهار) و سرگئی پروکفیف (به‌خصوص در آثار اولیه خود) به سمت بدوی‌گرایی کشیده شدند. دیگر آهنگسازان روس، به‌ویژه دمیتری شوستاکوویچ، تأثیر اجتماعی کمونیسم را منعکس کردند و متعاقباً مجبور شدند در محدوده‌های واقع‌گرایی سوسیالیستی در موسیقی خود کار کنند. آهنگسازان دیگر، مانند بنجامین بریتن، (هرچند کاملاً به خواست خودشان) مضامین سیاسی را در آثار خود کاوش کردند. ناسیونالیسم نیز در اوایل قرن، ابزار مهمی برای بیان بود. در این دوره فرهنگ و هنر آمریکا شروع به اطلاع‌رسانی در مورد سبک کلاسیک آمریکایی کرد، این روند در آثار چارلز آیوز و بعداً جرج گرشوین، و در موسیقی فولکلور و جاز (گرشوین، لئونارد برنستاین، داریوس میو) تأثیرگذار بود.

## سبک‌ها

### سبک رمانتیک
در اواخر قرن نوزدهم، موسیقی رمانتیک شروع به از هم پاشیدن کرد و با گذراندن دوره‌های مختلفِ موازی مانند «امپرسیونیسم» و «پسا‌رمانتیسم» حرکت کرد. در قرن بیستم، سبکهای مختلفی که از موسیقی قرنِ قبل پدید آمده، آهنگسازان را تحت تأثیر قرار داد تا از روندهای جدید پیروی کنند، گاه به‌عنوان یک واکنش به آن موسیقی، گاهی به‌عنوان یک پسوند از آن، و هر دو روند به خوبی در قرن بیستم، با هم وجود داشتند.
در اوایلِ قرن بیستم، بسیاری از آهنگسازان آثاری نوشتند که یک موسیقی رمانتیک قرن نوزدهم بود. گروه‌بندی سازهای سنتی مانند ارکستر و کوارتت زهی، بارزترین و معمول‌ترین آنها بود. فرم‌های  سنتی مانند سمفونی و کنسرتو در حال استفاده بودند. گوستاو مالر و ژان سیبلیوس نمونه‌هایی از آهنگسازان هستند که فرم‌های سنتی سمفونیک را دریافت و دوباره ساختند. برخی از نویسندگان معتقدند که آثار آرنولد شونبرگ  کاملاً منطبق با سُنَتِ اواخر رمانتیکِ واگنر و برامس است. به‌طور کلی آهنگسازی که به‌طور مستقیم و کاملاً به اواخرِ واگنر و قرن بیستم وصل می‌شود، «آرنولد شونبرگ» است.

### نئوکلاسیک
نئوکلاسیسیسم سبکی بود که بین دو جنگ جهانی پرورش یافت. این سبک در صدد احیای فرم‌های متوازن و فرایندهای موضوعی کاملاً قابل درک از قرنهای ۱۷ و ۱۸ بود. این امر در تقابل با آنچه به‌عنوان ژست‌های اغراق‌آمیز و بدون فرم در اواخر رومانتیسم دیده می‌شد.
از آنجا که این آهنگسازان عموماً تونالیته فونکسیونال خود را با تونالیتهٔ تغییریافته، مدالیته یا آتونال ترکیب یا جایگزین می‌کنند، این اصطلاح اغلب به معنای تقلید یا تحریفِ سبکِ باروک یا کلاسیک شناخته می‌شود.
مثال‌های مشهور شامل: «سمفونی شماره ۱» (سرگئی پروکفیف) و پالسینلا (ایگور استراوینسکی) است.
پل هیندمیت (سمفونی: ماتیس نقاش) و داریوس میو نیز از این سبک استفاده کردند.

### آثار کلاسیک تحت تأثیر جاز

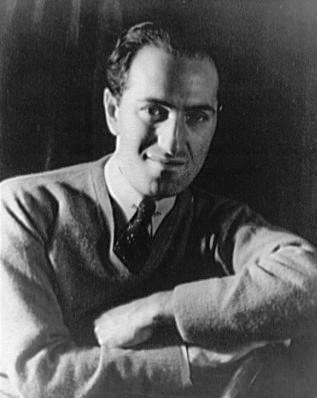
جرج گرشوین

تعدادی از آهنگسازان کلاسیک که در آثار خود از عناصرِ موسیقی جاز استفاده کرده‌اند بدین شرح است:
- مالکوم آرنولد
- لئونارد برنستاین
- آرون کوپلند
- جرج گرشوین
- داریوس میو
- موریس راول
- دمیتری شوستاکوویچ
- کارل هاینز اشتوکهاوزن
- ایگور استراوینسکی

## جنبش‌ها

### امپرسیونیسم

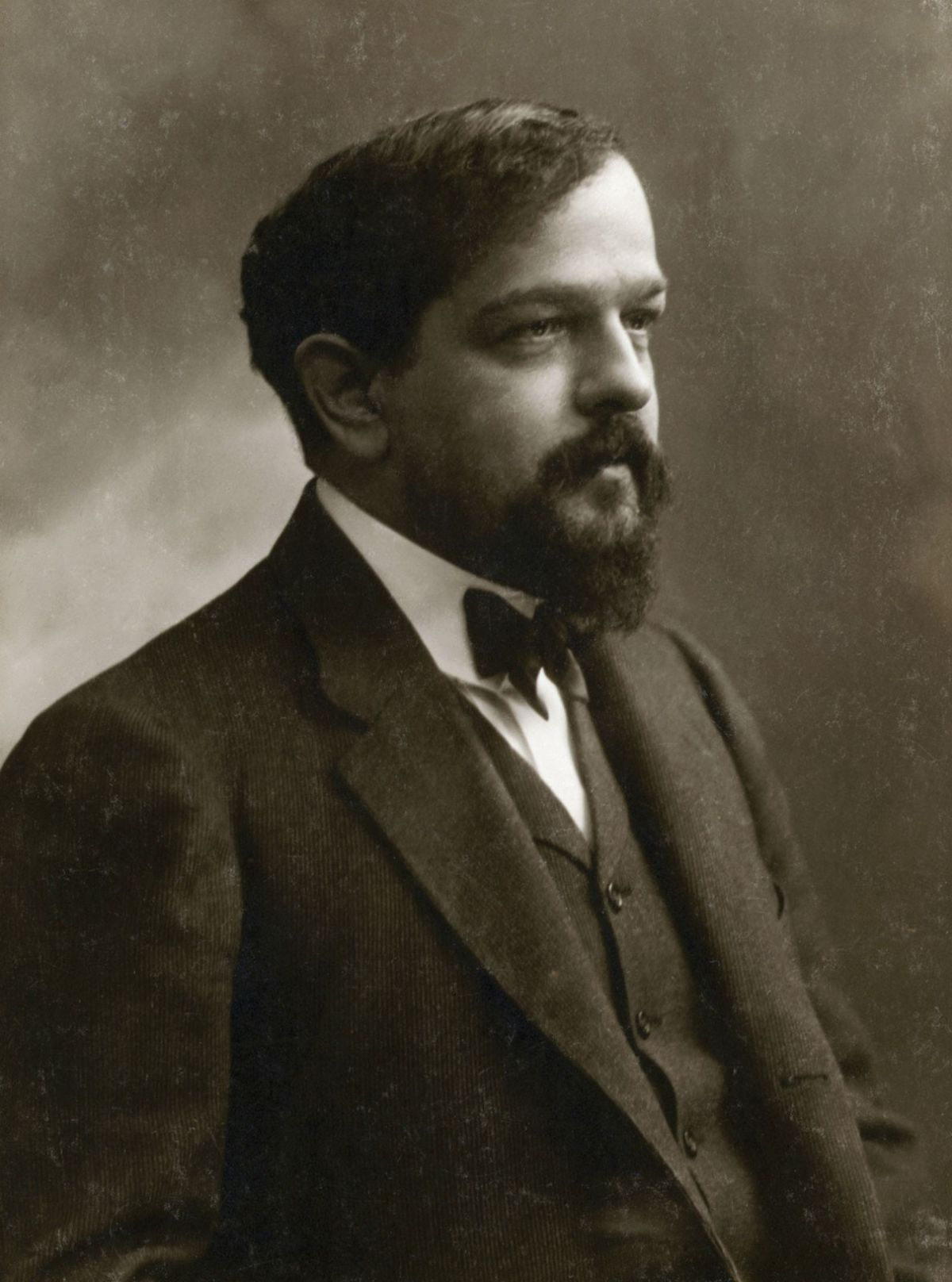
کلود دبوسی

امپرسیونیسم در فرانسه به رهبری کلود دبوسی، به‌عنوان واکنشی در برابر اغراق عاطفی و مضامین حماسی رمانتیسم آلمانی، که نمونه آن واگنر بود، آغاز شد.
از نظر دبوسی، هنر تجربهٔ یک احساس است نه یک تجربهٔ فکری یا اخلاقی. وی از هموطنان خود خواست تا دوباره از آثار استادان فرانسوی قرن ۱۸ کشف کنند که موسیقی برای آنها به معنای جذابیت، سرگرمی و خدمت به‌عنوان یک فانتزی احساسی بوده‌است.
سایر آهنگسازان مرتبط با امپرسیونیسم عبارتند از: موریس راول، آلبر روسل، ایساک آلبنیس، پل دوکا، مانوئل د فایا، چارلز مارتین لفلر، چارلز گریفس، فردریک دلیوس، اتورینو رسپیگی، سیریل اسکات و کارول شیمانوفسکی.
بسیاری از آهنگسازان فرانسوی زبان، امپرسیونیسم را تا دهه ۱۹۲۰ و بعد از آن ادامه دادند، از جمله آلبر روسل، شارل کوکلن، آندره کاپله و بعداً الیویه مسیان. آهنگسازانی از فرهنگهای غیر غربی، مانند تورو تاکه‌میتسو و نوازندگان موسیقی جاز مانند دوک الینگتون، گیل ایوانز، آرت تیتوم و سیسیل تیلور نیز به شدت تحت تأثیر زبانِ موسیقی امپرسیونیستی قرار داشتند.

### مدرنیسم

#### فوتوریسم

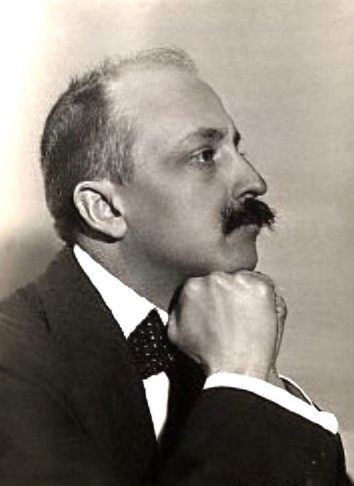
فیلیپو تومازو مارینتی

موسیقی فوتوریسم، یک جنبش هنری ایتالیایی بود که در سال ۱۹۰۹، توسط فیلیپو تومازو مارینتی تأسیس شد و به سرعت مورد استقبال مکتب آوانگارد روسیه قرار گرفت. در سال ۱۹۱۳، نقاش لوئیجی روسولو، مانیفستی با نام «هنر نویزها» منتشر کرد و خواستار ادغام صداهایی از هر نوع در موسیقی شد. علاوه بر «روسولو»، آهنگسازانی که مستقیماً با این حرکت در ارتباط بودند عبارتند از ایتالیایی‌ها: سیلویو میکس، نوچیو فیوردا، فرانکو کازاولا و پانیجی (رقص مکانیکی شامل دو موتور سیکلت در سال ۱۹۲۲) و روس‌ها: آرتور لوره، میخائیل ماتیوشین و نیکولای روسلاویتس.
اگر چه امروزه تعداد معدودی از آثار «فوتوریسمِ» این آهنگسازان اجرا می‌شود، اما تأثیر فوتوریسم بر رشد بعدی موسیقی قرن بیستم بسیار زیاد بود. سرگئی پروکفیف، موریس راول، ایگور استراوینسکی، آرتور اونگر، جورج آنتایل و لو اورنشتاین از جمله آهنگسازان برجسته در نیمهٔ اول قرن هستند که تحت تأثیر فوتوریسم قرار داشتند. ویژگی‌های بارز موسیقی متأخرِ قرن بیستم با منشأ فوتوریسم، شامل پیانوی دستکاری‌شده، سریالیسم همه‌جانبه، تکنیک‌های آوازی، نماد گرافیکی، بداهه نوازی و مینیمالیسم است.

### تجربه‌گرایی و دیسونانس آزاد
در اوایل قرن بیستم، چارلز آیوز، سنت‌های آمریکایی و اروپایی و همچنین سبک‌های کلیسایی را ادغام کرد و از تکنیک‌های نوآورانهٔ خود در ریتم، هارمونی و فرم استفاده کرد. تکنیک وی شامل استفاده از پلی‌تنالیته، پلی‌ریتم، آکوردهای خوشه‌ای، موسیقی تصادفی و ربع‌پرده بود. ادگار وارز نیز قطعاتِ بسیار متناقضی را نوشت که از حقایقِ غیرمعمول، نام‌های فوتوریستی و علمی برخوردار بود. وی در استفاده از سازهای جدید و منابع الکترونیکی پیشگام بود.

### اکسپرسیونیسم
در اواخر دهه ۱۹۲۰ اگرچه بسیاری از آهنگسازها به نوعی مبهم، به نوشتن آثاراکسپرسیونیستی ادامه می‌دادند، اما با سبک غیرشخصی آلمانی مانند عینیت نو و نئوکلاسیسم ادغام می‌شد.
اکسپرسیونیسم، مانند هر حرکتی که توسط نازی‌ها بدنام شده بود، اما پس از جنگ جهانی دوم تجدید نظر دلسوزانهٔ خود را بدست آورد، موسیقی اکسپرسیونیستی در آثار آهنگسازانی چون هانس ورنر هنتسه، پیر بولز. پیتر مکسول دیویس، ولفگانگ ریم و برند آلویس تسیمرمان دوباره ظاهر شد.

### موسیقی پست‌مدرن
پست‌مدرنیسم واکنشی به مدرنیسم است، اما می‌توان آن را نیز به‌عنوان پاسخی به یک تغییر عمیق در نگرش اجتماعی تلقی کرد. طبق این دیدگاه اخیر، پسامدرنیسم زمانی شروع شد که خوشبینی تاریخی (بر خلاف شخصی) به اوج بدبینی رسید (حداکثر تا سال ۱۹۳۰).
جان کیج چهرۀ برجستهٔ موسیقی قرن بیستم است که با مدنظر داشتن انصاف و عدالت، وی هم به مدرنیسم و هم به پسامدرنیسم تعلق دارد، زیرا تقاطع‌های پیچیدهٔ بین مدرنیسم و پست‌مدرنیسم قابل تقلیل به الگوهای ساده نیستند. او اغلب از عناصرِ شانس استفاده می‌کند مانند: «چشم‌انداز خیالی شماره ۴» (برای ۱۲ گیرندهٔ رادیویی) یا «سوناتاها و تناوب‌ها» که برای پیانوی دستکاری‌شده ساخته شده‌است (یک پیانو معمولی که با قرار دادن اشیاء مختلف در آن و در تماس با سیم‌ها، بطور چشمگیری تغییر می‌کند). در حال حاضر پست‌مدرنیسم شامل آهنگسازانی است که علیه سبک‌های تجربی، آوانگارد و اواخر قرن بیستم واکنش نشان می‌دهند. مانند: آستور پیاتزولا و میگوئل دل آگولا.

### مینیمالیسم
در اواخر قرن بیستم، آهنگسازانی چون لامونته یانگ، آروو پرت، فیلیپ گلس، تری رایلی، استیو رایش و جان آدامز شروع به کاوشِ آنچه امروزه مینیمالیسم نامیده می‌شود، کردند که در آن اثر به اساسی‌ترین ویژگی‌های آن تقسیم می‌شود. این سبکِ موسیقی اغلب دارای تکرار و تکرار است. مثال اولیه، «تری رایلی» است با قطعهٔ «در دو» (۱۹۶۴)، اثری مستقل که در آن عبارات کوتاه توسط نوازندگان از لیست مجموعه‌ای انتخاب می‌شوند و به تعداد دفعاتِ دلخواه آن را اجرا می‌کنند، در حالی که نت دو در هشتمین نت (تکرار شونده) در پی آنها تکرار می‌شود. «استیو رایش» با آثارِ «پیانو فاز»برای دو پیانو (۱۹۶۷) و درامینگ برای کوبه‌ای، صدای زن و پیکولو (۷۱–۱۹۷۰) از تکنیکی به نام «موسیقی فاز» استفاده می‌کنند که در آن جمله‌ای توسط یک نوازنده با حفظِ سرعتِ ثابت به‌طور همزمان توسط نوازندهٔ دیگری اجرا می‌شود اما با کمی سرعت تندتر. این باعث می‌شود نوازندگان با یکدیگر از «فاز» خارج شوند و اجرا ممکن است تا زمانی که دوباره به «فاز» خود برگردند، ادامه یابد.
۱ + ۱ (۱۹۶۸) اثر «فیلیپ گلس» از فرایندِ افزودنی استفاده می‌کند که در آن عبارات کوتاه به آرامی گسترش می‌یابد. آثار «کوه جوانان» (۱۹۶۰) با لحن‌های بسیار طولانی، حجم‌های فوق‌العاده و تکنیک‌های فراتر از موسیقی مانند «رسم یک خط مستقیم و دنبال کردن آن» یا «ساختن آتش» به کار می‌رود. مایکل نایمن استدلال می‌کند که مینیمالیسم واکنشی بود که توسط سریالیسم و «نامشخصی» ایجاد و امکان‌پذیر شد.

## تکنیک‌ها

### تکنیک آتونالیته و دوازده تنی
آرنولد شونبرگ یکی از مهمترین چهره‌های موسیقی قرن بیستم است. در حالی که کارهای اولیه او در سبک اواخر رومانتیک (شب دگرگون ۱۸۹۹) و تحت تأثیر واگنر بود. این امر در سالهای قبل از جنگ جهانی اول به اصطلاحِ موسیقی آتونال تبدیل شد. در سال ۱۹۲۱، پس از چندین سال تحقیق، او این نوع آهنگسازی را برای اولین بار در سال ۱۹۲۳ و به‌طور خصوصی برای همفکرانش، تکنیک دوازده تنی توصیف کرد. اولین کار وی در مقیاس بزرگ که کاملاً با استفاده از این تکنیک ساخته شده بود «کوئینتت باد» (اپوس ۲۶ نوشته شده در ۲۴–۱۹۲۳) است. مثال‌های بعدی شامل «واریاسیون برای ارکستر» (اپوس ۳۱، ۱۹۲۶–۱۹۲۶)، سومین و چهارمین کوارتت‌های زهی (به ترتیب ۱۹۲۷ و ۱۹۳۶)، کنسرتوی ویولن (۱۹۳۶) و کنسرتو پیانو (۱۹۴۲) از این جمله‌اند. در سالهای بعد وی به‌طور متناوب به سبکی تونال‌آمیزتر بازگشت. مانند: «سمفونی مجلسی شماره ۲» (در سال ۱۹۰۶ آغاز شد اما در سال ۱۹۳۹ به پایان رسید) و «واریاسیون روی یک رسیتاتیف برای ارگ» (۱۹۴۱).
وی به تربیت شاگردان خود آنتون وبرن و آلبان برگ پرداخت و این سه آهنگساز غالباً به‌عنوان اعضای اصلی دومین مکتب موسیقی وین شناخته شدند. («نخستین مکتب موسیقی وین» شامل هایدن، موتسارت، بتهوون و گاه شوبرت بودند). در ادامه، آنتون وبرن آثاری را با استفاده از یک روش دقیقِ «دوازده‌تنی» نوشت و بر توسعهٔ سریالیسم تأثیر گذاشت. آلبان برگ، مانند شونبرگ از تکنیک «دوازده‌تنی» در سبکِ «پسا‌رمانتیک» استفاده کرد مانند: کنسرتو ویولن (که تحت تأثیر یک کرال باخ و از فرم کلاسیک استفاده می‌کند). او دو اپرای بزرگ به نام‌های «ووتزک» و «لولو» نوشت.

## موسیقی الکترونیک

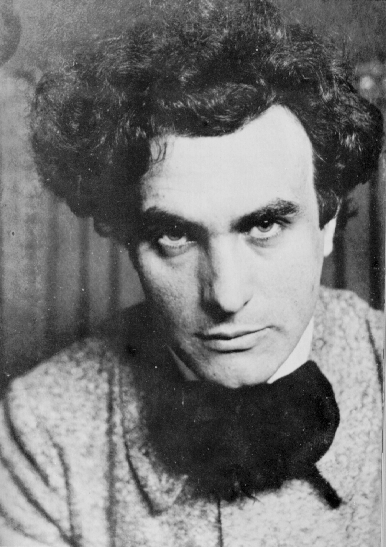
ادگار وارز

توسعه فناوری ضبط باعث شده‌است که همه صداها برای استفادۀ بالقوهٔ موزیکال در دسترس باشد. موسیقی الکترونیکی عموماً به مجموعه‌ای از موسیقی هنری اشاره دارد که در دهه ۱۹۵۰ در اروپا، ژاپن و قارهٔ آمریکا توسعه یافت.
دسترسی روزافزون نوار مغناطیسی در این دهه امکاناتی را برای آهنگسازان فراهم کرد که امکان ضبط صداها را می‌داد و سپس آنها را به روش‌های مختلف دستکاری می‌کردند. تمام هویتِ موسیقی الکترونیکی به انتقال از طریق بلندگوها بستگی دارد، اما دو نوع گسترده وجود دارد: ابتدا موسیقی آکوسماتیک، که فقط به صورت ضبط شده (به معنای گوش دادن با بلندگوها) وجود دارد و دومین، «موسیقی الکترونیکی زنده» که در آن از دستگاه‌های الکترونیکی برای تولید و تبدیل صدا استفاده می‌شود. یا هنگام اجرای موسیقی توسط نوازندگان با استفاده از صداها، سازهای سنتی، سازهای الکترو‌آکوستیک یا سایر دستگاه‌ها، صداها را پخش می‌کنند.
با ورود رایانه‌ها از سال ۱۹۵۷، وقتی که منبعِ صداهای صوتی از جهان روزمره بود، این زمینه‌ها به‌طور فزاینده‌ای اهمیت پیدا کردند و از اصطلاح موسیقی کانکریت استفاده شد و هنگامی که صداها توسط ژنراتورهای الکترونیکی تولید می‌شدند، «موسیقی الکترونیک» نامیده می‌شد. پس از دهه ۱۹۵۰ میلادی، اصطلاحِ موسیقی الکترونیکی برای هر دو نوع مورد استفاده قرار گرفت. بعضی مواقع موسیقی الکترونیکی با سازهای معمولی‌تر ترکیب می‌شوند، آثاری از اشتوکهاوزن (سرودها)، ادگار وارز (بیابان) و ماریو داویدووسکی (مجموعه‌های همگام‌سازی) سه نمونه از این سری هستند.

## دیگر آهنگسازان برجسته قرن بیستم
در این میان آهنگسازان برجسته و گوناگونی از قرن بیستم وجود دارند که با هیچ جنبش آهنگسازی کاملاً شناخته‌شده‌ای در ارتباط نیستند. لیست زیر شامل تعدادی از آنها به همراه چند آهنگساز برجسته طبقه‌بندی شده‌است که در قسمت‌های قبل از این مقاله به آنها اشاره نشده‌است:
- ساموئل آدلر
- بلا بارتوک
- کارلوس چاوز
- ادوارد الگار
- جورجه انسکو
- گابریل فوره
- مورتون فلدمن
- آلبرتو خیناسته‌را
- هنریک گورتسکی
- سوفیا گوبایدولینا
- الن هوانیس
- گئورگ لیگتی
- ویتولد لوتسواوسکی
- برونو مادرنا
- بوهوسلاو مارتینو
- کارل نیلسن
- کریستف پندرسکی
- فرانسیس پولنک
- جاکومو پوچینی
- سرگئی راخمانینف
- آلفرد اشنیتکه
- مایکل تیپت
- رالف وان ویلیامز
- هیتور ویلالوبس
- ویلیام والتون

## یادداشت
1. ↑  Machine Music
2. ↑   Alexander Mosolov
3. ↑   Julián Carrillo
4. ↑   John Foulds
5. ↑   Ivan Wyschnegradsky
6. ↑   Mildred Couper
7. ↑  Spectral music
8. ↑   Process music
9. ↑  Pulcinella
10. ↑  The Art of Noises
11. ↑  Silvio Mix
12. ↑  Nuccio Fiorda
13. ↑  Pannigi
14. ↑  Artur Lourié
15. ↑  polytonality
16. ↑  polyrhythm
17. ↑  Imaginary Landscape No. 4
18. ↑  Sonatas and Interludes
19. ↑  Miguel del Aguila
20. ↑   In C
21. ↑  Piano Phase
22. ↑  Drumming
23. ↑  Phase music
24. ↑  La Monte Young's (ایتالیایی)
25. ↑  indeterminism
26. ↑  Wozzeck
27. ↑  Lulu
28. ↑  Hymnen
29. ↑  Déserts
30. ↑  series of Synchronisms